# クリスティアン・ヴォルパート
クリスティアン・ヴォルパート（イタリア語: Cristian Volpato、2003年11月15日 - ）は、オーストラリアキャンパーダウン出身のイタリア人サッカー選手。ポジションはMF。セリエA・USサッスオーロ・カルチョ所属。

## クラブ経歴
シドニー近郊のアボッツフォードでサッカーを始めると、地元で有望なストライカーとして名を知られるようになった。
これによってACミランのサッカースクールや、シドニーFC、ウェスタン・シドニー・ワンダラーズFCの下部組織に在籍する事が出来た。その後ASローマのトライアルに参加した。
そのトライアルに合格、2020年1月に3年契約でローマに加入。ユースでは背番号10番をつけて、代理人もレジェンドのフランチェスコ・トッティと同じ事務所がついた。翌年に新たに3年契約を締結、この契約はプロ契約であったため、プロ選手となった。U-18でレギュラーとして5得点を記録すると、U-19に昇格しレギュラーとなった。
2021年12月4日、18歳ながらセリエAのインテルナツィオナーレ・ミラノ戦に出場した。2022年2月19日にはセリエAでエラス・ヴェローナFCから初得点を記録した。同年9月8日にはUEFAヨーロッパリーグ 2022-23 グループリーグのPFCルドゴレツ・ラズグラド戦でジャンルカ・マンチーニに代わって途中出場しUEFA主催大会初出場を記録した。
翌シーズンのヴェローナ戦では、ニコロ・ザニオーロに代わって途中出場すると、ステファン・エル・シャーラウィへのアシストを含む1G1Aの活躍で3-1の勝利に貢献した。
2023年6月29日、サッスオーロに移籍した。ローマを去る際には、クラブやサポーターに感謝を述べるとともに、とりわけ自身をトップチームに昇格させたジョゼ・モウリーニョに感謝の言葉を贈った。

## 代表歴
オーストラリア、イタリア双方での出場資格を有しており、年代別代表ではイタリア代表として出場しているが、ゆくゆくはオーストラリア代表になる事を仄めかしている。
2021年8月にU-19代表に招集されたものの、数日後に辞退を余儀なくされた。その後UEFA U-19欧州選手権2022に出場、2得点を記録した。
2021年12月21日、オーストラリア代表監督のグラハム・アーノルドが2022 FIFAワールドカップ・アジア3次予選のベトナム代表及びオマーン代表戦のメンバーとして彼の招集を考えている事が明らかになった。さらに同国U-23代表も彼の招集を考えていたが、後者はローマ側から拒否された。
2022年3月、2022 FIFAワールドカップ・アジア3次予選の大一番である日本代表戦に敗北した事によってオーストラリア代表は2022 FIFAワールドカップに出場するためには大陸間プレーオフに縺れ込んで勝利しなければいけない状況に陥った。しかしこの翌日に彼はSnapchatでクラブで楽しんでいる画像を笑っている絵文字とともに投稿したため、絶望的な状況に陥ったオーストラリア代表のファンからは「行動が幼い」と大きな批判を浴びた。それでもアーノルド監督は本戦出場権を獲得、11月8日には本戦メンバーの一人として彼にオファーしたが、悩んだ末に彼は辞退した。
同年11月19日にイタリアU-21代表として初出場を記録した。

## プレースタイル
トレクァルティスタやウィンガーとしてプレーする事が多く、レジスタもこなす。そのためフランチェスコ・トッティに喩えられる事が多く、また彼自身もローマ初年度にメンターとしてトッティの指導を受けている。

## 私生活
イタリア系の血筋にニューサウスウェールズ州キャンパーダウンに生まれた。

## 個人成績
2023年6月30日現在
| クラブ         | シーズン       | リーグ戦       | リーグ戦 | リーグ戦 | カップ戦 | カップ戦 | 国際大会 | 国際大会 | その他 | その他 | 通算 | 通算 |
| クラブ         | シーズン       | ディビジョン   | 出場     | 得点     | 出場     | 得点     | 出場     | 得点     | 出場   | 得点   | 出場 | 得点 |
| -------------- | -------------- | -------------- | -------- | -------- | -------- | -------- | -------- | -------- | ------ | ------ | ---- | ---- |
| ローマ         | 2021–22        | セリエA        | 3        | 1        | 0        | 0        | 0        | 0        | -      | -      | 3    | 1    |
| ローマ         | 2022–23        | セリエA        | 7        | 1        | 1        | 0        | 3        | 0        | -      | -      | 11   | 1    |
| ローマ         | クラブ通算     | クラブ通算     | 10       | 2        | 1        | 0        | 3        | 0        | -      | -      | 14   | 2    |
| サッスオーロ   | 2023-24        | セリエA        |          |          |          |          |          |          |        |        |      |      |
| サッスオーロ   | クラブ通算     |                |          |          |          |          |          |          |        |        |      |      |
| キャリア総通算 | キャリア総通算 | キャリア総通算 | 10       | 2        | 1        | 0        | 3        | 0        | -      | -      | 14   | 2    |